# Raab-Katzenstein RK 7
Die Raab-Katzenstein RK 7 Schmetterling war ein Schleppgleiter in Doppeldeckerbauweise des deutschen Herstellers Raab-Katzenstein-Flugzeugwerke GmbH in Kassel. Es war das erste Flugzeug, das durch ein Motorflugzeug in die Luft geschleppt wurde.

## Entwicklung
Die Raab-Katzenstein RK 7 Schmetterling entstand 1927 kurzfristig als Versuchsflugzeug für Schleppflüge der Raab-Katzenstein-Werke. Es diente als „Anhängerflugzeug“ für die Erprobung und Demonstration des Flugzeugschlepps. Obwohl in den Raab-Katzenstein-Werken keine Erfahrungen im Bau von Gleitflugzeugen vorlagen, benötigten Paul Hall, Wilhelm Kirchner und Erich Gammelin für den Entwurf, die Konstruktion und den Bau eines Prototyps im April 1927 lediglich 23 Tage. Der erste RK7-Versuchsflieger startete am 13. April 1927 zu seinem Erstflug. Ein Serienbau und Vertrieb des Versuchsflugzeugs war zunächst nicht vorgesehen.
Nachdem sich das Prinzip der Schleppflüge mit dem RK7-Versuchsflugzeug 1927 bewährt hatte, entstanden im Frühjahr 1928 vier weitere RK7-Gleitflugzeuge, von denen drei Flugzeuge für die inzwischen regelmäßig stattfindenden Schauflüge auf Flugtagen verwendet wurden. Zwei weitere RK7 entstanden 1929 für das amerikanische Militär. Weitere Bauten sind nicht bekannt.

### Motor-Leichtflugzeug RK7a
Neben der Verwendung für Schleppversuche zog Antonius Raab 1927 eine RK7 für erste Versuche zum Bau eines Leichtflugzeugs heran. Dazu ließ Raab eine RK7 mit ihrer einfachen und preisgünstigen Seglerkonstruktion mit einem 16–18 PS starken DKW Hilfsmotor ausrüsten. Raab kalkulierte den Zellenpreis der RK7 mit etwa 1600 RM und den Preis für einen Hilfsmotor mit etwa 1000 RM, womit ein Verkaufspreis von 3000 bis 4000 RM möglich sein sollte. Bereits im September 1927 waren zwei RaKa RK7a mit 12 PS DKW-Motor mit Peschke und Katzenstein zum Sachsenflug angemeldet. Während der Erprobung der RK7a erwies sich allerdings der 12 PS DKW-Motor als zu schwach. Da die Aufnahme stärkerer Motore umfangreichere Modifikationen erforderte, wurde die RK7a-Entwicklung im Herbst 1927 zugunsten der RaKa RK9 aufgegeben.

## Raab-Katzenstein Schleppzüge
Gerhard Fieseler und Kurt Katzenstein beabsichtigten Anfang 1927 Versuchsflüge zum Flugzeugschlepp durchzuführen.

### RaKa Schlepp-Vorrichtung
Paul Hall und Gerhard Fieseler entwickelten hierfür eine Schleppseil-Konstruktion mit einer Schlepp-Kupplung, die sowohl vom schleppenden als auch vom geschleppten Flugzeug aus ausgelöst werden konnte. Als Versuchsträger für die ersten Schleppversuche wurde wegen ihrer guten Langsamflug-Eigenschaften die RaKa RK6, D-975 der Raab-Katzenstein-Flugschule herangezogen. Am Spannturm der RK6 wurde eine Kupplung installiert, an der das Schleppseil eingehängt werden konnte. Um eine Kollision des Schleppseils mit dem Leitwerk zu verhindern, wurde im hinteren Bereich des Rumpfs eine Führungsstütze für das Schleppseil montiert. Die Kupplung am Spannturm konnte per Seilzug von Pilotensitz aus zum Ausklinken des Schleppseils geöffnet werden.

### RaKa Schleppversuche mit Espenlaub
Da Raab-Katzenstein über keine leichten Flugzeuge verfügte, die mit einer RaKa RK6 angeschleppt werden konnten, diente das von Gottlob Espenlaub entwickelte Leichtflugzeug Espenlaub E.8, dem die Luftschraube abgebaut worden war, als das gezogene Flugzeug. Die ersten Schleppversuche fanden am 12. März 1927 in Waldau mit Fieseler in der Schleppmaschine RaKa RK6, D-975 und Espenlaub in der umgebauten Espenlaub E.8 als geschlepptes Flugzeug. Erst beim dritten Startversuch gelang dem Schleppzug das Abheben, allerdings brach Espenlaub den Flug nach wenigen Metern wegen Instabilitäten wieder ab. Am 20. März 1927 erfolgte ein weiterer Startversuch, bei dem das Seitenruder der E.8 brach. Espenlaub zog sich daraufhin aus den Versuchen zurück.

### RaKa Anhängerflugzeug RK7
Paul Hall entwickelte daraufhin in Rekordzeit bei Raab-Katzenstein die RaKa RK7 Schmetterling für die Schleppversuche. Am 13. April 1927 absolvierten Kurt Katzenstein auf dem Schleppflugzeug RK6, D-975 und Antonius Raab auf dem RaKa RK7-Prototyp D-1351 als Anhängerflugzeug einen erfolgreichen Startversuch in Waldau. Am 18. April 1927 wurde der RaKa-Schleppzug anlässlich des Kasseler Flugtags vor 20000 Zuschauern erstmals der Öffentlichkeit im Flug präsentiert. Dabei stieg der Schleppzug bis auf eine Höhe von 800 Meter auf, wo Katzenstein auf der RK7 das Schleppseil auslöste und als Gleiter zum Flugplatz zurückkehrte.

### RaKa-Schleppzug der Zukunft
Die eigentliche Motivation der Schleppflugversuche der Raab-Katzenstein-Werke war allerdings nicht die Start- und Steighilfe für motorlose Flugzeuge zum Segelflug, sondern die Durchführung von Schleppflügen mit mehreren geschleppten Flugzeugen über größere Distanzen. Raab dachte dabei an größere Passagiergleiter, die am Startort an eine Schleppmaschine angekoppelt werden sollten und sich über ihrem Zielort aus dem Schleppverband abkoppeln sollten, um den Zielort alleine segelnd anzufliegen. Die übrigen Passagiergleiter mit anderen Zielorten sollten inzwischen ihren Flug im Schleppverband zum nächsten Zielort fortsetzen. In Anlehnung an den Schienenverkehr verwendete Raab Begriffe wie Luftexpress und Kursflugzeuge. Auch Passagierschleppflüge über den Atlantik gehörten 1928 zu diesen Überlegungen, bei denen schwere voll betankte Transatlantikflugzeuge ohne Motorkraft von Schleppflugzeugen über den Atlantik gebracht werden sollten, wo sie unter Hinzunahme des eigenen Motors den Flug alleine fortsetzen sollten. Für diese Konzepte standen allerdings 1928 noch keine geeigneten Flugzeuge zur Verfügung. Erstaunlicherweise existieren bei Raab-Katzenstein auch keine Projektierungen für solche Flugzeuge.
Den ersten erfolgreichen Überlandflug über eine Distanz von 270 km absolvierte der RK6/RK7-Schleppzug bereits am 3. Mai 1927 auf dem Rückflug von einem Flugtag in Karlsruhe nach Kassel mit Werkspilot Heinz Benz auf der RK6 und Antonius Raab auf der RK7. Allerdings musste dieser Überlandflug einmal wegen gerissenem Schleppseil außerplanmäßig unterbrochen werden und ein weiteres Mal kurz vor Erreichen Kassels wegen fehlender Treibstoffreserven in der RK6.
Der erste Schleppflug mit mehreren geschleppten Flugzeugen soll am 27. Februar 1929 in Waldau stattgefunden haben.

## Einsatz und Vertrieb
Ein Verkauf des Versuchsflugzeugs RaKa RK7 war bei Raab-Katzenstein zunächst nicht vorgesehen. Allerdings sollte die Öffentlichkeit durch eine regelmäßige Teilnahme von Schleppzügen an Flugtagen und Luftverkehrsveranstaltungen für das Thema sensibilisiert werden. Dazu entstanden vier weitere RaKa RK7. Neben der RaKa RK6 wurden zunehmend auch RaKa RK2 als Schleppflugzeuge verwendet.
Am 12. August 1927 wurde der Raab-Katzenstein-Schleppzug beim Internationalen Flugtreffen in Dübendorf erstmals auch der internationalen Öffentlichkeit gezeigt. Vertreter des amerikanischen und italienischen Militärs zeigten Interesse an der Schlepp-Entwicklung. In der Folge kaufte das United States Army Air Corps einen kompletten „Schleppzug“ (ein RK 2 „Pelikan“ und zwei RK 7 „Schmetterling“) und mietete für mehrere Monate drei RaKa-Piloten zur Schulung von eigenem Personal in den USA. Zwei Schleppeinrichtungen wurden von der italienischen Luftwaffe gekauft. Wahrscheinlich entstanden nicht mehr als 7 Exemplare der RK7.
Die letzte Präsentation eines RaKa-Schleppflugs fand am 23. Juni 1930 auf dem Flugtag der Sensationen in Krefeld statt.
Über die Urheberschaft der Schleppflugidee entbrannten in den Folgejahren heftige Auseinandersetzungen und Rechtsstreitigkeiten. Zum einen betrafen diese Gottlob Espenlaub, der Schleppversuche im eigenen Betrieb fortsetzte, und Antonius Raab, der sämtliche Konstruktionen um den Schleppflug für die Raab-Katzenstein-Werke schützen ließ. Zum anderen kam es auch zwischen Gerhard Fieseler und Antonius Raab zu Rechtsstreitigkeiten, in dem beide um die Urheberschaft der Idee stritten. Noch 50 Jahre nach dem letzten RaKa-Schleppflug erörterten Raab und Fieseler ihre wechselseitigen Meinungen dazu in Veröffentlichungen.

## Konstruktion
Hall und Kirchner verwendeten bei der RK7 eine Auslegung als Doppeldecker, um so den Vorteil geringerer Spannweite bei Instabilitäten in Bodennähe auszunutzen. Der einteilige Oberflügel wurde wie üblich mit zwei Holmen ausgeführt, während der zweiteilige Unterflügel lediglich über einen Holm verfügte. Neben Torsionsstielen waren die Tragflächen zusätzlich mit Drahtseilen verspannt. Der stoffbespannte Rumpf bestand wie üblich aus einer geschweißten, mit Drahtseilen verspannten Stahlrohrkonstruktion. Das Leitwerk bestand aus einer stoffbespannten Holzkonstruktion. Um gute Sicht zu gewährleisten, befand sich der Flugzeugführersitz vor den Tragflächen. Als Schleppvorrichtung kam die von Hall und Fieseler bereits für die E.8 entwickelte Konstruktion zum Einsatz.

## Technische Daten

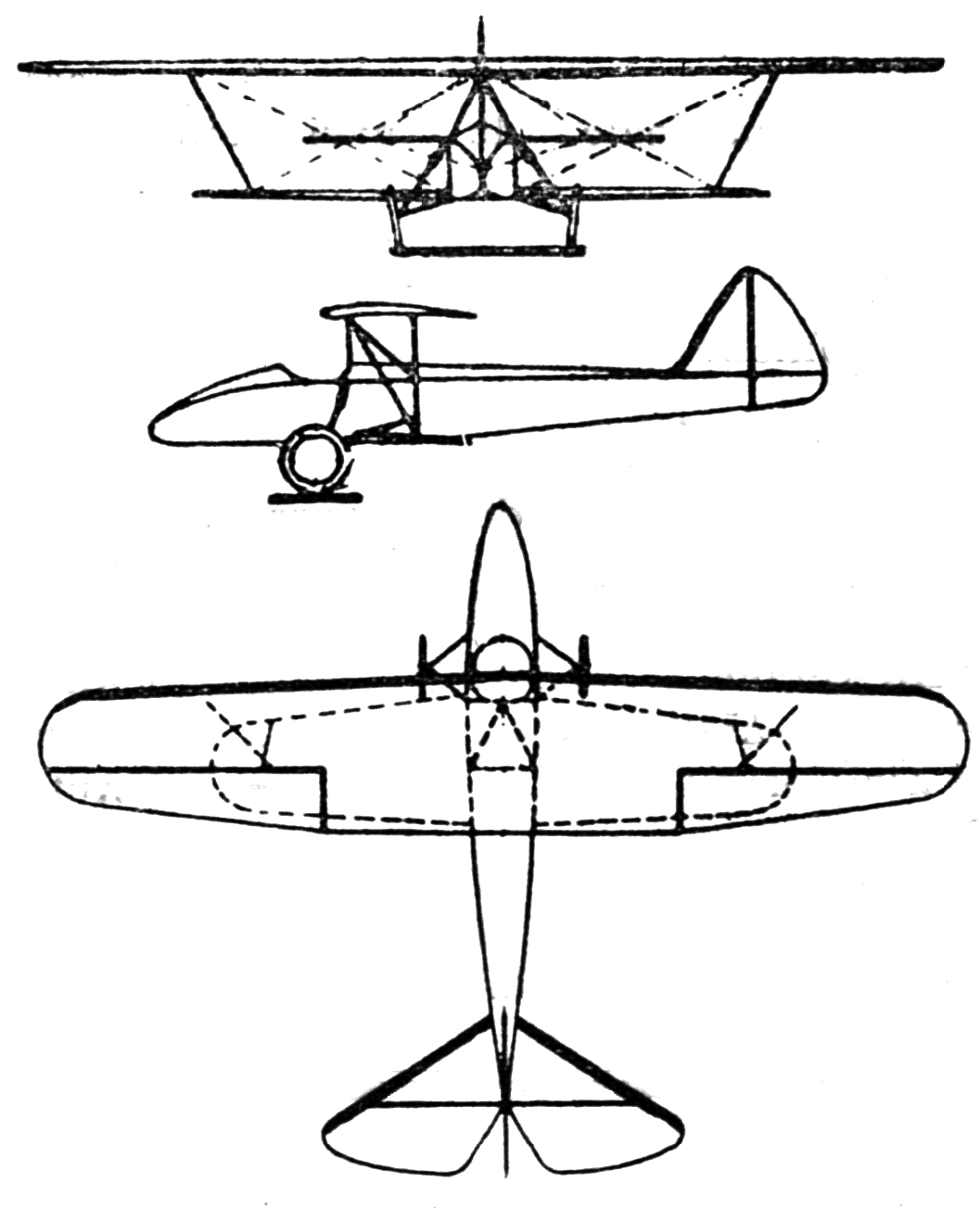
Dreiseitenansicht

| Kenngröße          | RK7        | RK7a               |
| ------------------ | ---------- | ------------------ |
| Besatzung          | 1          | 1                  |
| Länge              | 6,15 m     | 6,00 m             |
| Spannweite         | 8,00 m     | 8,00 m             |
| Höhe               | 1,70 m     | 1,75 m             |
| Flügelfläche       | 15,32 m²   | 16,00 m²           |
| Flächenbelastung   | 13,3 kg/m² | 16,2 kg/m²         |
| Leistungsbelastung |            | 18,5 kg/PS         |
| Leermasse          | 125 kg     | 170 kg             |
| Nutzlast           | 75 kg      | 90 kg              |
| Startmasse         | 200 kg     | 260 kg             |
| Flugdauer          |            | 2,5 h              |
| Motor              | –          | 14 PS DKW Zweitakt |

## Verbliebene RK7
Von den sieben gebauten RK7 ist ein Einzelexemplar bis heute erhalten geblieben.
Hierbei handelt es sich um die WNr. 370, die 1929 in die USA geliefert wurde und dort als N955M für Hugh Copeland zugelassen war. Das Flugzeug wurde 1935 stillgelegt.
In den 50er Jahren kamen die Reste des Flugzeugs auf den Old Rhinebeck Aerodrome nach Oshkosh, wo Flügel, Rumpf und Fahrwerk eingelagert und später zeitweise ausgestellt wurden.
Die Teile wurden 2007 zur Restaurierung in das Deutsche Technik Museum Berlin überführt.